# Nissan Leaf
Nissan Leaf är en elbil, tillverkad av den japanska biltillverkaren Nissan sedan 2010 (modellår 2011). I början av december 2015 passerade antalet tillverkade bilar 200 000.
Nissan Leaf är en femsitsig familjebil i Golfklassen. Det är en renodlad elbil, till skillnad från hybridbilar som Toyota Prius och Honda Insight. Elmotorn får sin kraft från 48 seriekopplade litium-jonbatterier. Batterierna laddas på 8 timmar med 230 V enfas hushållsspänning. De kan även snabbladdas till 80 procents kapacitet på en halvtimme, men då endast via speciella Chademo-snabbladdningsstationer som laddar med cirka 50 kW likström. Bilen har även ett system för bromskraftsåtervinning, som laddar batterierna vid inbromsning.
Produktionen av Leaf-modellen sker vid Nissans anläggningar i Yokohama, men även vid företagets fabriker i USA och Storbritannien.
Nissan Leaf utsågs till årets bil 2011. Den ursprungliga modellen hade ett batteri på 24 kWh med en nominell räckvidd på 175 km enligt europeiska NEDC, 117 km enligt amerikanska EPA. Till modellår 2013 uppdaterades den med bl.a. effektivare motor och minskat luftmotstånd vilket ökade den nominella räckvidden till 199 km enligt NEDC eller 121 km enligt EPA, värmeväxlare för uppvärmning vilket ger snabbare och mer energieffektiv uppvärmning, kraftigare laddare på 6,6 kW som laddar bilen på 4 timmar, flytt av laddaren från bagagerummet till motorrummet vilket gav 40 liter ökad bagageutrymme, styvare fjädring och ändrat textilvalen i kupén. Nästa större uppdatering var till modellår 2016 då den kan fås med antingen det gamla batteriet på 24 kWh eller ett nytt på 30 kWh vilket ger en räckvidd på 250 km enligt NEDC respektive 172 km enligt EPA. Från och med 2018 levereras den med 40 kWh vilket motsvarar en räckvidd på 378 km enligt NEDC. 2019 erbjöds batteripack på 62 kWh i modellen E+. Samtidigt ändrade Nissan mätmetoden för räckvidd till WLTP. 40 kWh-modellen når då 270 km och 62-kWh-modellen når 385 km.

## Bilder

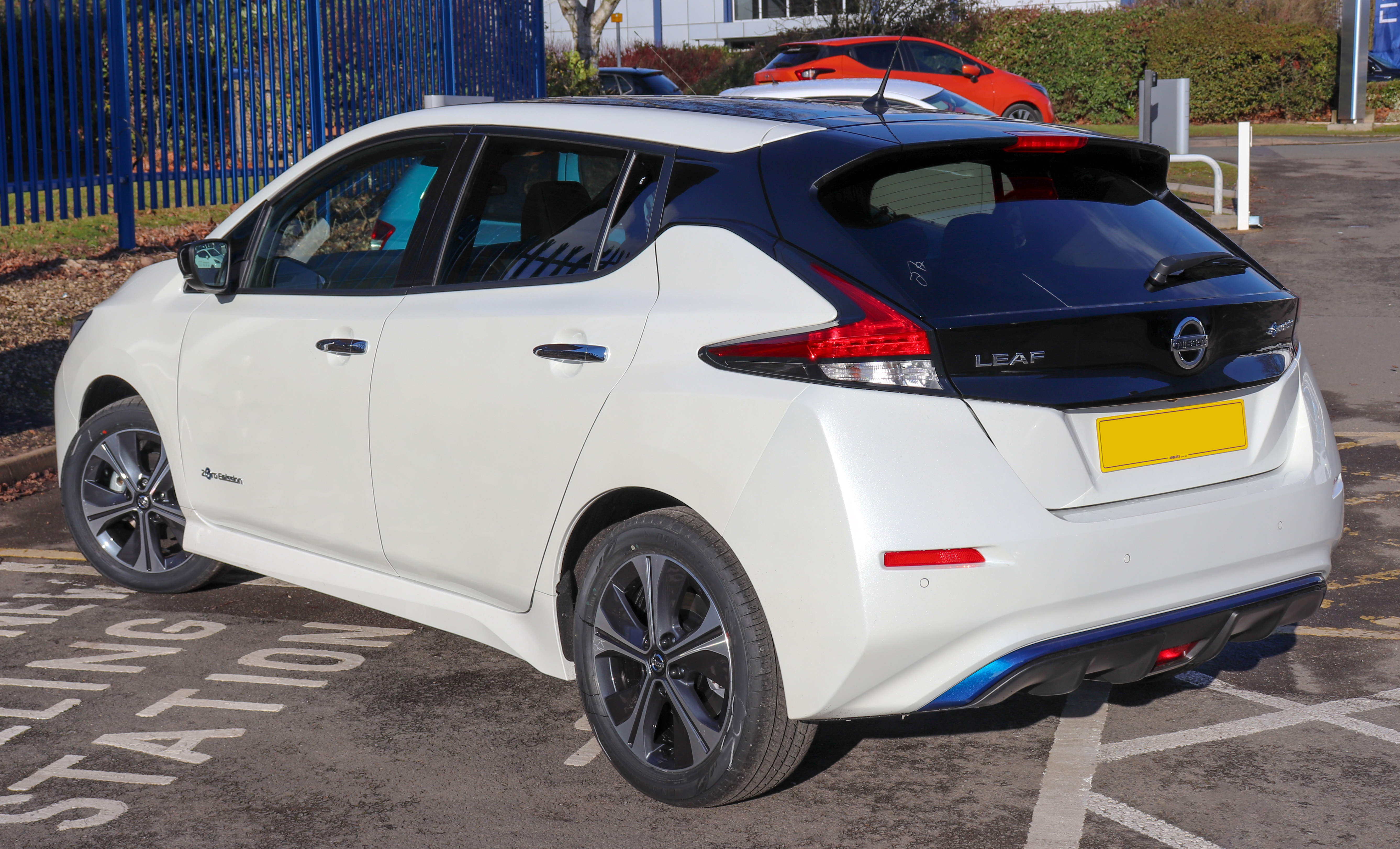
Nissan Leaf
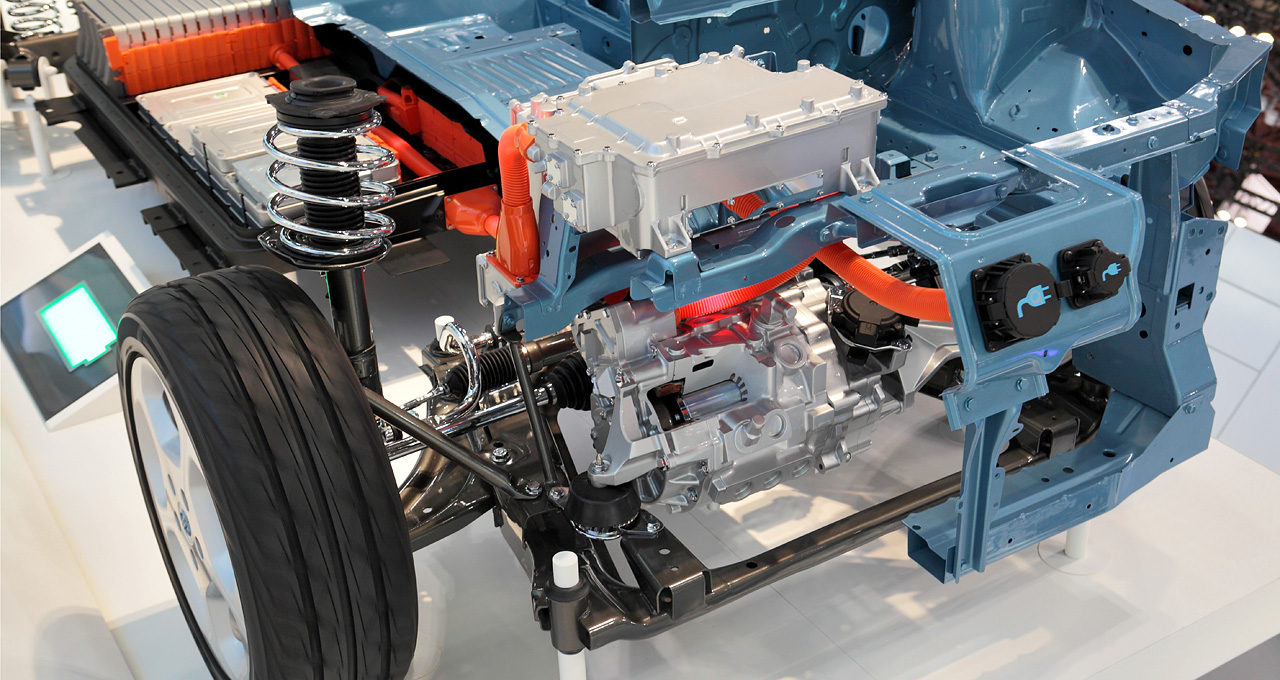
Framvagn med elmotor och ladduttag.
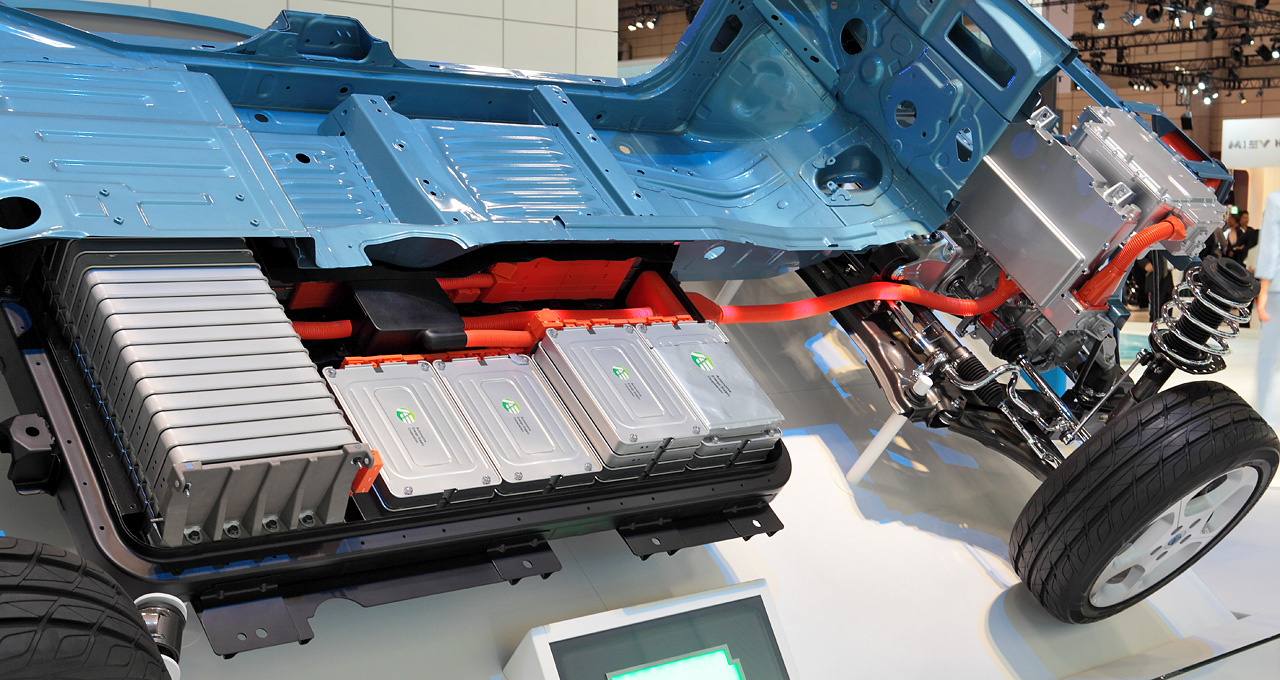
Batteripack under golvet.